# Hemocitoblasto
Hemocitoblastos ou Células-tronco hematopoiéticas são células precursoras dos glóbulos sanguíneos, de acordo com a teoria monofilética. É uma das denominações utilizadas para designar a célula-tronco hematopoiética, multipotente, da medula óssea, de origem mesenquimatosa, e que, por sua vez, forma todos os elementos figurados do sangue. Dão origem a diversos tipos de células do sangue, da linhagem mieloide (monócitos e macrófagos, neutrófilos, basófilos, eosinófilos, eritrócitos, megacariócitos/plaquetas, células dendríticas) e da linhagem linfoide (linfócitos T, linfócitos B, célula exterminadora natural).
A célula-tronco hematopoiética, multipotente, ao dividir-se, produz uma célula-filha, que é a réplica da célula-mãe, e outra que se diferencia, nos microambientes do tecido medular ou sob a influência de mediadores químicos, para especializar-se na produção de determinado tipo de célula sanguínea.
No entanto, GUYTON (1988) relata, em sua obra intitulada Fisiologia Humana, que os linfócitos são formados, principalmente, nos gânglios linfáticos e que todas as outras células sanguíneas são produzidas na medula óssea, com uma célula antecessora comum denominada de hemocitoblasto.
PEAKMAN e VERGANI, em sua obra Imunologia Básica e Clínica, relatam que os linfócitos possuem células precursoras na medula óssea e foram divididos pela via de maturação em dois grupos:
- Linfócitos B;
- Linfócitos T.